# USS Grayling (SSN-646)

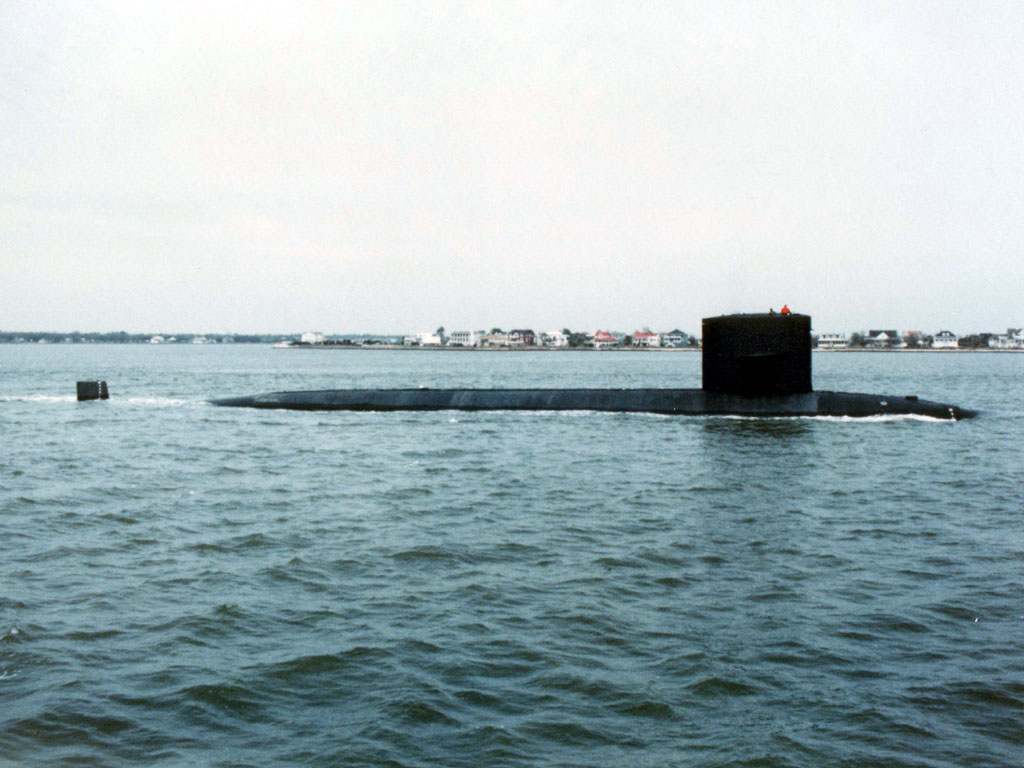
USS Grayling (SSN-646)

L’USS Grayling (SSN-646), est un sous-marin nucléaire d'attaque de la classe Sturgeon. Il est le cinquième bâtiment de l'United States Navy à porter le nom de « grayling » (ombre arctique), un poisson d'eau douce apparenté aux truites.

## Construction et mise en service
L'appel d'offre pour la construction du Grayling est attribué le 5 septembre 1962 et sa quille est posée au Portsmouth Naval Shipyard de Kittery, dans le Maine, le 12 mai 1964. Le bâtiment d'un coût de 73 millions de dollars est lancé le 22 juin 1967 et il est parrainé par Mademoiselle Lori Brinker, la fille du Lieutenant Commander Robert Brinker, qui commandait le USS Grayling (SS-209) lorsque celui-ci est perdu corps et biens en septembre 1943 pendant la Seconde Guerre mondiale. L'USS Grayling (SSN-646) est mis en service le 11 octobre 1969 et son commandement est confié à Charles R. Baron.

## Service

### Collision avec leNovomoskovsk(1993)
Le 20 mars 1993, l'USS Grayling entre en collision avec le sous-marin de la Marine russe K-407 Novomoskovsk du projet 667BDRM « Delfin » (code OTAN : classe Delta-IV), au nord de Mourmansk. Le Grayling était en train de surveiller le bâtiment russe lorsque la collision survient. Le sous-marin américaine percute le Novomoskovsk au niveau de la proue (à tribord) ; aucun des deux sous-marin n'est gravement endommagé.

### 1993-1997
En juin 1996, l'USS Grayling prend part à l'exercice TAPON 96 organisé par l'OTAN dans la mer d'Alboran, dans le golfe de Cadix et à l'est de l'océan Atlantique, en compagnie du destroyer américain USS Conolly (DD-979), du porte-avions espagnol Príncipe de Asturias, des frégates espagnoles Baleares, Santa María et Numancia, du sous-marin espagnol Delfin (S61) et du destroyer grec Formion (D220).

## Retrait du service et démantèlement
Le Grayling est retiré du service actif le 1er mars 1997, placé en réserve une semaine plus tard et intégré au Ship and Submarine Recycling Program, avant d'être désarmé et rayé du Naval Vessel Register le 18 juillet 1997. Son démantèlement dans le cadre du programme de recyclage de l'US Navy a lieu au Puget Sound Naval Shipyard de Bremerton, dans l'État de Washington, il s'achève le 31 mars 1998.

## Commémoration
Le kiosque du Grayling a été transformé en mémorial au Portsmouth Naval Shipyard de Kittery dans le Maine, et son ancre et sa chaîne ont été transformées en mémorial dans le centre-ville de Grayling, Michigan.